# Саагрімяе
Саагрімяе (ест. Saagrimäe) — село в Естонії, входить до складу волості Міссо, повіту Вирумаа.